# Oszkár Gluh
Oszkár Gluh (héberül אוסקר גלוך, izraeli angol átírással Oscar Gloukh) (Rechovot, 2004. április 1. –) izraeli válogatott labdarúgó, az Ajax játékosa.

## Pályafutása

### Klubcsapatokban
A Makkabi Sáráim és a Makkabi Tel-Aviv korosztályos csapataiban nevelkedett, majd utóbbi klubban lett profi labdarúgó. 2021. augusztus 22-én debütált az első csapatban a Hápóel Jerusálájim elleni kupa-mérkőzésen. 2022. október 27-én 2025 nyaráig meghosszabbította szerződését a klubbal.
2023. január 27-én  4,5 éves szerződést írt alá az osztrák Red Bull Salzburg csapatával, amely 7 millió eurót fizetett érte. 2023. február 11-én debütált a klub színeiben az Austria Lustenau ellen 4–0-ra megnyert bajnoki találkozón. Április 2-án első bajnoki gólját szerezte meg az Austria Klagenfurt ellen. Szeptember 20-án a portugál Benfica ellen szerzett góljával ő lett az első izraeli labdarúgó, aki valaha is gólt szerzett a Bajnokok Ligájában, ekkor 19 éves volt. 2025. június 18-án ő szerezte a Pachuca elleni 2-1-es győzelem nyitógólját a 2025-ös FIFA klubvilágbajnokság első napján, ezzel ő lett az első izraeli, aki pályára lépett és gólt szerzett a tornán.
2025. augusztus 1-jén ötéves szerződést írt alá a holland Ajax csapatával, amely 14.75 millió eurót szerződtette.

### A válogatott
Többszörös korosztályos válogatott. Pályára lépett a 2022-es U19-es labdarúgó-Európa-bajnokságon, ahol bekerült a torna csapatába, valamint az ő gólját szavazták meg a legszebbnek. A 2023-as U21-es labdarúgó-Európa-bajnokságon is tagja volt az U21-es válogatottnak.
2022 novemberében bekerült a felnőtt válogatott keretébe, amely Zambia és Ciprus ellen készült. November 17-én debütált a Zambia ellen 4–2-re megnyert mérkőzésen, csereként beállva. Három nappal később megszerezte első gólját a Ciprus ellen 3–2-re elvesztett találkozón.
Részt vett a 2024. évi nyári olimpiai játékokon, ahol a Paraguay ellen szerzett góljával 20 éves és 3 hónapos korával Izrael kilencedik és egyben legfiatalabb gólszerzője lett az olimpiai játékok történetében.

## Sikerei, díjai

### Klub
- Red Bull Salzburg
  - Osztrák bajnokság: 2022–23

### Egyéni
- U19-es labdarúgó-Európa-bajnokság – A torna csapatának tagja: 2022[19]
- U19-es labdarúgó-Európa-bajnokság – A torna gólja: 2022[20]